# Arroyo Espuma
Arroyo Espuma är en ort i Mexiko.   Den ligger i kommunen San Felipe Jalapa de Díaz och delstaten Oaxaca, i den sydöstra delen av landet, 300 km sydost om huvudstaden Mexico City. Arroyo Espuma ligger 139 meter över havet och antalet invånare är 929.
Terrängen runt Arroyo Espuma är varierad. Runt Arroyo Espuma är det ganska glesbefolkat, med 39 invånare per kvadratkilometer. Närmaste större samhälle är San Felipe Jalapa de Díaz, 1,9 km nordost om Arroyo Espuma. Omgivningarna runt Arroyo Espuma är en mosaik av jordbruksmark och naturlig växtlighet.